# Echter Verlag
Echter Verlag est un éditeur allemand de livres et de journaux. Son catalogue d'édition comprend environ 700 titres, avec environ 80 nouveautés chaque année. L'accent est mis sur les publications scientifiques et théologiques, les livres sur la religion et la spiritualité, ainsi que sur les publications sur la culture, le style de vie et l'histoire de la Franconie.

## Publications
Outre le Gotteslob pour le diocèse de Wurtzbourg, les séries théologiques et scientifiques et ses revues théologiques, l'éditeur se concentre sur la diffusion de livres religieux et la production de littérature sur des sujets liés à la Franconie.

### Journaux
Feierabend
Geist und Leben
Gottes Wort im Kirchenjahr
Lebendige Seelsorge
Ostkirchliche Studien
Zeitschrift für katholische Theologie

## Histoire
Le 25 janvier 1900, Echter Würzburg, Fränkische Gesellschaftsdruckerei et Verlag GmbH sont inscrites au registre du commerce. Le nom est un hommage à Jules Echter von Mespelbrunn (1545-1617), prince-évêque de Würzburg et duc de Franconie. Le but initial de la société est de publier le journal catholique ecclésiastique-conservateur Fränkisches Volksblatt existant depuis 1868, fondé par le prêtre et bibliothécaire universitaire Johann Baptist Stamminger (1836-1892) et de promouvoir les publications catholiques. La polémique antisémite poursuivie par le Volksblatt à partir de 1879 se termine en 1888 et, dans les années 1920, le journal de son rédacteur en chef, Heinrich Leier (1876-1948), milite même pour la population juive et ses préoccupations. Malgré tous les problèmes posés par la Première Guerre mondiale, le 29 août 1915, l’Echterhaus sur la promenade Julius à Würzburg est inaugurée en tant que nouveau siège de la société en pleine expansion. À partir de 1933, le Fränkische Volksblatt doit se défendre avec véhémence contre les nouveaux dirigeants nazis, qui veulent interdire la parution du journal en mars 1933, ce qui n'arrive qu'en janvier 1938. À l'été 1942, l'éditeur de livres et l'imprimerie sont finalement fermés et le 28 août 1942, Echter-Verlag est interdit,.
Le 10 janvier 1946, Echter Verlag reçoit du gouvernement militaire américain à nouveau une licence pour imprimer. Quelques mois plus tard, le bouquet final peut être célébré à l’Echterhaus, complètement détruite pendant la guerre, même si quatre autres années s’écouleront avant l'inauguration des locaux.
Dès 1947, une série de commentaires apparaît avec la Echter Bibel. Elle continue en 1975 avec la Neuen Echter Bibel.
Les locaux du centre-ville et les voies d'accès ne répondant plus aux exigences d'une imprimerie moderne et en pleine expansion, la première pierre d'un nouveau centre d'impression est installée en 1993 dans le quartier de Heuchelhof. La maison d'édition et l'imprimerie s'y installent en janvier 1996. L'Echterhaus est vendue et devient une galerie marchande moderne.
En octobre 1999, l'imprimerie est confiée au groupe de sociétés Appl à Wemding. En avril 2000, la maison d'édition retourne à son siège d'origine à la Juliuspromenade.